# 719. Infanterie-Division (Wehrmacht)
Die 719. Infanterie-Division war ein Großverband der Wehrmacht im Deutschen Reich.

## Geschichte

### Aufstellung
Die Division wurde am 3. Mai 1941 im Wehrkreis III aus Soldaten des Raumes Berlin-Potsdam aufgestellt.

### Besatzungstruppe Niederlande
Nach der Aufstellung  war die als Besatzungstruppe in den Raum Antwerpen und Niederlande verlegt.

### Operation Overlord
Nach der Invasion der Alliierten in der Normandie und deren Vorrücken auf Belgien übernahm die Division einen Verteidigungsabschnitt im Bereich der 1. Fallschirm-Armee bei Antwerpen und verteidigte dann bei der 15. Armee am Maas-Schelde-Kanal bei Fort Merksem. Im Verlauf des Rückzugs kämpfte die Division bei Woensdrecht und Breda.

### Verlegung zur 1. Armee
Ende November 1944 wurde die Division an die 1. Armee abgegeben und kam in Oeting bei Saarlautern zum Einsatz. 

### Vernichtung
Die Division wurde bei den Rückzugskämpfen im März/April 1945 in der Pfalz aufgerieben und sollte am 14. April 1945 durch das AOK 19 am Oberrhein aus Resten der 405. Division z.b.V. neu aufgestellt werden. 

### Kapitulation
Bald darauf gerieten die Reste der Division bei Münsingen in amerikanische Gefangenschaft.

## Unterstellung und Einsatzräume
| Datum          | Korps     | Armee                           | Heeresgruppe | Einsatzraum                     |
| -------------- | --------- | ------------------------------- | ------------ | ------------------------------- |
| 3. Mai 1941    |           |                                 | Ersatzheer   |                                 |
| Juni 1941      |           | Kdr. d. Dt. Truppen Niederlande |              | Dordrecht, Niederlande          |
| Juli 1942      | LXXXVIII. |                                 | D            | Dordrecht, Niederlande          |
| Mai 1944       | LXXXVIII. |                                 | B            | Dordrecht, Niederlande          |
| September 1944 | LXXXVIII. | 1. Fallschirm-Armee             | B            | Antwerpen                       |
| Oktober 1944   | LXVII.    | 15. Armee                       | B            | Fort Merxem, Woensdrecht, Breda |
| Dezember 1944  | Reserve   | 15. Armee                       | B            | Niederlande                     |
| Februar 1945   | LXXXV.    | 1. Armee                        | B            | Œting, Saarlautern, Saarpfalz   |
| April 1945     |           | 19. Armee                       |              | Münsingen                       |

## Gliederung
| 1941                       | 1944                        |
| -------------------------- | --------------------------- |
| - Infanterie-Regiment 723  | - Grenadier-Regiment 723    |
| - Infanterie-Regiment 743  | - Grenadier-Regiment 743    |
|                            | - Grenadier-Regiment 766    |
| - Artillerie-Abteilung 663 | - Artillerie-Regiment 1719  |
| - Aufklärungs-Kompanie 719 |                             |
|                            | - Füsilier-Bataillon 719    |
| - Panzerjäger-Kompanie 719 | - Panzerjäger-Abteilung 719 |
| - Pionier-Kompanie 719     | - Pionier-Bataillon 719     |
| - Nachrichten-Kompanie 719 | - Nachrichten-Abteilung 719 |
|                            | - Sanitäts-Abteilung 719    |
|                            | - Feldersatz-Bataillon 719  |

## Kommandeure
- 3. Mai 1941 Generalleutnant Erich Höcker
- 10. Januar 1944 Generalleutnant Max Horn
- 15. Februar 1944 Generalmajor Carl Wahle
- 30. Juli 1944 Generalmajor Karl Sievers
- 30. September 1944 General der Infanterie Felix Schwalbe
- 22. Dezember 1944 Generalmajor Heinrich Gäde